# Gallegos del Pan
Gallegos del Pan é um município da Espanha na província de Zamora, comunidade autónoma de Castela e Leão, de área 15,50 km² com população de 140 habitantes (2008) e densidade populacional de 9,1 hab/km².
O município é limitado a nordeste pelo município de Villalube, a noroeste por Benegiles a sul por Algodre e a oeste por Molacillos.

## Demografia
| Variação demográfica do município entre 1991 e 2007 | Variação demográfica do município entre 1991 e 2007 | Variação demográfica do município entre 1991 e 2007 | Variação demográfica do município entre 1991 e 2007 |
| --------------------------------------------------- | --------------------------------------------------- | --------------------------------------------------- | --------------------------------------------------- |
| 1991                                                | 1996                                                | 2001                                                | 2008                                                |
| 209                                                 | 174                                                 | 162                                                 | 140                                                 |